# ستار أكاديمي 9
ستار أكاديمي 9 هو الموسم التاسع من برنامج ستار أكاديمي. بدأ عرض البرنامج في 26 سبتمبر 2013 وانتهى في 9 يناير 2014 بفوز المتسابق المصري محمود محي بلقب ستار اكاديمي للموسم التاسع.
شهد الموسم التاسع تغيرات جذرية في البرنامج منها تغير مديرة الاكاديمية والمبنى والمسرح وتغير يوم البرايم من الجمعة إلى يوم الخميس. عُرض البرنامج على قناتي ال بي سي وسي بي سي. و هو برنامج معروف عالميا حيث يعيش مجموعة من الطلاب في بيت واحد لمدة 4 شهور ويتم تدريبهم يوميا في تقنيات الصوت والغناء و الرياضة والمسرح. انطلق البرنامج في العالم العربي في عام 2003

## الطلاب
- مصر: محمود محي (الفائز باللقب).[1]
- المغرب: زينب أسامة المركز الثاني
- لبنان: جان شهيد المركز الثالث
- المغرب: سكينة بوخريص المركز الرابع
- مصر: رنا سماحة المركز الخامس
- السعودية: عبد الله عبد العزيز المركز السادس
- الأردن: مصعب الخطيب
- لبنان: زكي شريف
- تونس: ليليا بن شيخة
- سوريا: نور فرواتي
- لبنان: ماريا سركيس
- تونس: ميساء الماجري
- مصر: طاهر مصطفى
- الكويت: عيسى المرزوق
- لبنان: ماريتا أبي نادرر
- مصر:منة هاني

## الأساتذة
- كلوديا مارشيليان رئيسة الاكاديمية.[2]
- أليسار كركل مصمّمة رقص.
- بيتي توتل أستاذة مسرح.
- خليل أبو عبيد أستاذ الغناء.
- طوني البايع مدرب صوت.
- غريتا تسلاكيان أستاذة رياضة.
- ماري محفوض أستاذة تقنيات الصوت.
- منى معلوف خبيرة الازياء.
- مونيك باسيلا زعرور أخصائية تغذية.
- ميلاد حدشيتي الماركة الشخصية.
- هشام بولس أستاذ الغناء.

## توب فايف
| البرايم            | المركز الأول      | المركز الثاني     | المركز الثالث     | المركز الرابع     | المركز الخامس     |
| ------------------ | ----------------- | ----------------- | ----------------- | ----------------- | ----------------- |
| البرايم الثاني     | تونس ليليا        | مصر رنا           | الأردن مصعب       | السعودية عبد الله | المغرب سكينة      |
| البرايم الثالث     | السعودية عبد الله | مصر رنا           | مصر محمود         | الأردن مصعب       | لبنان زكي         |
| البرايم الرابع     | مصر رنـا          | الأردن مصعب       | السعودية عبد الله | لبنان زكي         | لبنان ماريا       |
| البرايم الخامس     | المغرب سكينة      | لبنان جان         | المغرب زينب       | تونس ليليا        | السعودية عبد الله |
| البرايم السادس     | لبنان جان         | المغرب زينب       | لبنان زكي         | مصر محمود         | السعودية عبد الله |
| البرايم السابع     | المغرب زينب       | السعودية عبد الله | لبنان جان         | مصر رنا           | لبنان زكي         |
| البرايم الثامن     | تونس ليليا        | لبنان جان         | مصر محمود         |                   |                   |
| البرايم التاسع     | السعودية عبد الله | المغرب زينب       | لبنان جان         |                   |                   |
| البرايم العاشر     | المغرب زينب       | مصر محمود         | السعودية عبد الله |                   |                   |
| البرايم الحادي عشر | مصر محمود         | لبنان جان         | المغرب زينب       |                   |                   |

## البرايمات
|                    | الضيف                                 |
| البرايم الاول      | نانسي عجرم                            |
| البرايم الثاني     | صابر الرباعي وسعد رمضان               |
| البرايم الثالث     | هيفاء وهبي                            |
| البرايم الرابع     | نوال الزغبي                           |
| البرايم الخامس     | ملحم زين ورحمة رياض أحمد              |
| البرايم السادس     | فارس كرم ولارا أسكندر                 |
| البرايم السابع     | شيرين عبد الوهاب                      |
| البرايم الثامن     | كارول سماحة ورامي صبري وميريام عطالله |
| البرايم التاسع     | جوزيف عطيةو أمل بشوشة وسوما           |
| البرايم العاشر     | مروان خوري وأمينة وسارة فرح           |
| البرايم الحادي عشر | امال ماهر ومعين شريف                  |
| البرايم الثاني عشر | انغام ,جو اشقر                        |
| البرايم الثالث عشر | مايا دياب ,الشاب فضيل                 |
| البرايم الرابع عشر | ناصيف زيتون يارا                      |
| البرايم الخامس عشر | كاظم الساهر                           |
| البرايم السادس عشر | إليسا ,وائل كفوري                     |

## وصلات خارجية
- موقع رسمي نسخة محفوظة 17 يوليو 2017 على موقع واي باك مشين.
- الصفحة الرسمية للبرنامج علي قناة سي بي سي
- الصفحة الرسمية للبرنامج علي قناة ال بي سي